# 인경
인경(人慶)은 서하 인종(西夏 仁宗) 이인효(李仁孝)의 치세에 쓰던 연호이다.

## 연대 대조표
| 인경        | 원년            | 2년             | 3년             | 4년             | 5년             |
| 서기 (西紀) | 1144년          | 1145년          | 1146년          | 1147년          | 1148년          |
| 간지 (干支) | 갑자(甲子)      | 을축(乙丑)      | 병인(丙寅)      | 정묘(丁卯)      | 무진(戊辰)      |
| 남송 (南宋) | 소흥(紹興) 14년 | 소흥(紹興) 15년 | 소흥(紹興) 16년 | 소흥(紹興) 17년 | 소흥(紹興) 18년 |

## 동시대 연호
| 이전 연호 대경(大慶) | 중국의 연호 서하(西夏) | 다음 연호 천성(天盛) |